# 長崎は今日も雨だった
「長崎は今日も雨だった」（ながさきはきょうもあめだった）は、1969年2月1日に日本ビクター（音楽レコード事業部、現：ビクターエンタテインメント）のRCAレコード事業部から発売された内山田洋とクール・ファイブのメジャーデビュー曲にして、最大のヒット曲。グループ脱退後、ソロ歌手となった前川清の代表曲でもある。

## 解説
内山田洋とクール・ファイブは長崎市内のグランドキャバレー『銀馬車』の専属バンドで、ラテンやジャズなど幅広いレパートリーを有していた。一方、競合店『十二番館』の専属バンドは中井昭・高橋勝とコロラティーノで、「思案橋ブルース」で1年早く世に出た。
1968年、佐世保のナイトクラブ歌手として頭角を現わした前川清をリードボーカルに迎え、チャーリー石黒の推薦で日本ビクターのプロモーションで売り出す計画が始動した。自主制作盤「涙こがした恋」に続くメジャーデビュー曲には、前川と同じ佐世保でギター流しをしていた尾形義康の持ち歌で、地元民放局や有線放送でヒット中だった「西海ブルース」が当初予定されていたが、プレス直前に尾形が翻意し破談になったため、『銀馬車』の音楽監督だった吉田孝穂が自ら急造した詞を、当時北海道放送でディレクターを務めていた彩木雅夫に手渡して曲が完成した。吉田による原詞には「雨」は使われておらず、完成度も低かったため彩木が大部分手直しをした。メロディは石原裕次郎の「夜霧よ今夜も有難う」にヒントを得て適当に作ったと後に前川が証言している他、彩木は「雨がいつの間にかみぞれに変わっていた状況で出来た、これから長い冬になる実感と春への希望をつなげて作った」、「長崎は鎮魂のイメージが強いがポスターでは風光明媚な観光地のイメージが強く明るくアピールしたらどうか」といった心境を述懐している
お蔵入りした幻のデビュー曲「西海ブルース」は、内山田洋とクール・ファイブが大御所に成長した1977年、歌詞を吉田が補作した上で改めて吹き込まれている。
発売約4ヶ月後にオリコンBEST10入り。森進一の「港町ブルース」(年間第2位)や、森山良子の「禁じられた恋」(年間第6位)に阻まれて2位止まりとなるが、年間売上第8位のロングセラーになった。同年11月に発売されたアルバム『長崎は今日も雨だった』も年間30万枚を超える大ヒットとなったが、最高位は2位だった。
累計売上は約150万枚に達するミリオンセラーになった。
この曲のヒットで同年の第11回日本レコード大賞新人賞を受賞、「第20回NHK紅白歌合戦」にも初出場を果たし、クール・ファイブは一躍全国区に名乗りを上げた。
紅白では他にも、前川のソロとして2000年の「第51回NHK紅白歌合戦」と2006年の「第57回NHK紅白歌合戦」でも歌唱されている。2006年・第57回は前川のソロとしての出場ではあるものの、その年亡くなった内山田への追悼を込め、クール・ファイブのオリジナルメンバーが20年振りに揃い一夜限り（当初）の再結成を果たし、コーラスを務めた。当初は一夜限りの予定だったが、以降も前川清&クール・ファイブ名義で事実上再結成され、グループ活動を再開した。
「長崎の女」（春日八郎、1963年）、「長崎ブルース」（青江三奈、1968年）、「思案橋ブルース」（中井昭・高橋勝とコロラティーノ、1968年）、「長崎は今日も雨だった」（1969年）、「長崎の夜はむらさき」（瀬川瑛子、1970年）と、長崎県のご当地ソングに大ヒット作が続いた事から、全国的な長崎ブームを巻き起こし観光面でも大きく貢献した。

## その他
- この曲や長崎大水害（1982年7月）などから「長崎は雨が多い」という誤解が定着したが、長崎の降水量は全国平均より飛び抜けて多いというわけでもなく[7]、ヒットした1969年前後の長崎市は慢性的な水不足だった。また水害直後の一時期には、この曲の歌唱が自粛されていた。
- 1970年代後半に前川が出演した江崎グリコ『ワンタッチカレー』のCMでは、この曲のパロディを自ら唄った（出だしの部分を「ブルー・シャトウ」や「瀬戸の花嫁」のパロディと同様に節ごとに韻を踏み（語句を叫ぶのは共演の子役群。最後（4つめ）は前川自身）、ラストはサビの部分を「グリコ、ワワワワンタッチカレー」と歌い上げている）。
- 小泉純一郎は、長崎市での街頭演説で「長崎は今日も晴れだった」のフレーズを用いた。
- 映画『釣りバカ日誌16 浜崎は今日もダメだった♪♪』のタイトルは当曲のパロディ。
- 長崎県とJF長崎漁連の共同CMに使用されている。同CMは2000年代中頃から、都市対抗野球大会期間中に東京ドームのオーロラビジョンで流される他、2008年からはGAORAの同大会中継の中でも放送されている。
- 2019年12月13日にはNHK長崎放送局の総合テレビで『祝誕生50周年!「長崎は今日も雨だった」を愛でる』が放送された[8]。2020年4月3日には『にっぽん ぐるり』で全国放送された[9]。

## 収録曲
- 両楽曲共に、編曲：森岡賢一郎、ミキサー：内沼映二

1. 長崎は今日も雨だった [04:03]
作詞：永田貴子／作曲：彩木雅夫
2. 涙こがした恋 [03:34]
作詞：中山淳太郎・村上千秋／作曲：城美好

## カバー
- 矢吹健 - 1969年、アルバム『有線ベスト・ヒッツ』（UPS-5231-J）収録
- 西田佐知子 - 1970年、アルバム『盛り場の女』（MR-3119）収録
- 藤圭子 - 1970年、アルバム『歌いつがれて25年 藤圭子演歌を歌う』（JRS-9039/40）収録
- 春日八郎 - 1976年、アルバム『春日八郎の長崎情緒』収録
- 美空ひばり - 1977年、アルバム『私と貴方の小さなスナック』（AX-7104）収録
- 石川さゆり - 1978年、アルバム『火の国へ/砂になりたい』収録
- 福山雅治（長崎市出身） - 2015年、アルバム『魂リク』（POJS-20901/2）収録
- 水原弘
- 三橋美智也 - アルバム『哀愁演歌』収録
- 1982年に石原裕次郎が山中湖の別荘にて、カラオケで歌ったときの音源が2019年発売『石原裕次郎・渡哲也 プライベート』に収録された[10]。
- 庄学忠-『泪的小雨』のタイトルで北京語でカヴァーしている。